# Tian Bing
Wang Bin, meglio noto con il ring-name Tian Bing (Tián bīng, 天兵) (Anhui, 14 aprile 1994), è un wrestler cinese.

## Biografia

### Inoki Genome Federation (2013–2016)
Wang ha debuttato nella Inoki Genome Federation (IGF) il 31 dicembre 2013 sconfiggendo Kendo Kashin durante l'evento Inoki Bom-Ba-Ye 2013. Wang ha continuato a lottare nella IGF per altri tre anni prima di approdare in WWE. Ha combattuto il suo ultimo match in IGF il 29 maggio 2016, con Alexander Otsuka sconfiggendo Masakatsu Funaki e Takaku Fuke durante l'evento Genome36.

### WWE

#### NXT(2016–2018)
Il 16 luglio 2016 Wang ha ufficialmente firmato con la WWE, dove ha debuttato nel suo territorio di sviluppo, NXT, il 26 ottobre con il ringname Tian Bing in un tag team match assieme a Ho Ho Lun contro i #DIY (Johnny Gargano e Tommaso Ciampa), durante il torneo Dusty Rhodes Tag Team Classic, venendo sconfitti. Il 2 aprile 2017, nel Kick-off di WrestleMania 33, Bing ha partecipato all'annuale André the Giant Memorial Battle Royal come rappresentante di NXT (assieme a Killian Dain) ma è stato eliminato da Dolph Ziggler.